# Habitatge al carrer Lorenzana, 51 (Girona)
L'Habitatge al carrer Lorenzana, 51 és una obra de Girona inclosa a l'Inventari del Patrimoni Arquitectònic de Catalunya.

## Descripció
És un edifici de planta baixa i cinc pisos, de solar rectangular, cobert amb terrassa plana. La façana presenta composició simètrica potenciant l'entrada amb un element vertical, en tota l'alçada, esgrafiat. El nucli central està flanquejat per portes d'arc rebaixat a planta baixa, amb la façana encoixinada, i per balcons dobles de llosana de pedra i balconeres d'arc rebaixat amb clau central decorada als pisos. Els balcons tenen mènsules decorades. Es remata la façana amb cornisa de motllures. Tota la façana està tractada amb un estucat formant pedres encintades. Els laterals són diferents.

## Història
Anys 1930.